# Čermany
Čermany (Hongaars: Csermend) is een Slowaakse gemeente in de regio Nitra, en maakt deel uit van het district Topoľčany.
Čermany telt 380 inwoners.